# Lusówka
Lusówka – struga w północno-zachodniej Polsce, w woj. zachodniopomorskim, w gminie Płoty, na Równinie Gryfickiej; lewobrzeżny dopływ strugi Brodźca.
Lusówka bierze swój źródło na północ od wsi Wicimice a na południowy zachód od kolonii Pniewko. Płynie na północ do małego jeziora Natolewice w pobliżu przysiółka Lusowo, następnie dalej w kierunku północnym i północno-wschodnim do granicy gminy Płoty. Łączy się ze strugą Brodziec od jej lewego brzegu.